# Bombylius sytshuanensis
Bombylius sytshuanensis är en tvåvingeart som beskrevs av Paramonov 1926. Bombylius sytshuanensis ingår i släktet Bombylius och familjen svävflugor. Inga underarter finns listade i Catalogue of Life.